# Центр культури і мистецтв СБУ
Центр культури і мистецтв СБУ — концертний зал в Києві по вулиці Ірининській 6. Споруджений в 1978 році як Клуб КДБ УРСР.
На цьому місці на розі вулиці Ірининської та Михайлівського провулку знаходився будинок Юскевича-Красковського Івана Даниловича (1807—1887), викладача латинської мови 2-ї Київської гімназії. В цьому будинку останній вечір і ніч у Києві з 12 на 13 серпня 1859 провів Тарас Шевченко. Цей будинок, незважаючи на протести громадськості, був знесений в 1977, на його місці споруджено клуб КДБ УРСР ім. Ф. Дзержинського, на фасаді будинку встановлено меморіальну дошку поетові.